# Hišam ibn Abd al-Malik
Hišam ibn Abd al-Malik ibn Marvan (arabsko هِشَام ابْن عَبْد الْمَلِك ٱبْن مَرْوَان, latinizirano: Hishām ibn ʿAbd al-Malik ibn Marwān) je bil deseti omajadski kalif, ki je vladal od leta 724 do svoje smrti, * okoli 691, † 6. februar 743. 

## Zgodnje življenje
Rojen je bil v Damasku, glavnem mestu Omajadskega kalifata, leta 72 po hidžri (691–692). Njegov oče je bil omajadski kalif Abd al-Malik ibn Marvan (vladal 685–705). Njegova mati, Ajiša, je bila hči Hišama ibn Ismaila iz Banu Mahzuma, ugledne družine iz plemena Kurajšev, in dolgoletnega guvernerja islamskih svetih mest Meke in Medine.
O Hišamovem zgodnjem življenju je malo podatkov. Bil je premlad, da bi med očetovo vladavino igral kakršno koli politično ali vojaško vlogo. Domnevno je nekoč med vladavino svojega brata al-Valida I. (vladal 705–715) vodil hadž v Meko in tam srečal Zajna al-Abidina, spoštovanega potomca kalifa Alija (vladal 656–661).  Al-Tabari Hišamu pripisuje vodenje pohoda proti Bizantincem leta 706 in zavzetje številnih njihovih utrdb.
Hišam je začel kazati težnje po prevzemu oblasti v kalifatu ob smrti svojega brata, kalifa Sulejmana (vladal 715–717) leta 717. Sulejman je na smrtni postelji za svojega naslednika imenoval njunega prvega bratranca po očetovi strani Omarja ibn Abd al-Aziza II., vendar je imenovanje zaupal samo svojemu glavnemu svetovalcu Raju ibn Hajvaju. Ko je Raja obvestil družino Omajadov o njegovi odločitvi, je Hišam protestiral, ker da je položaj kalifa v domeni Abd al-Malikovih neposrednih potomcev. Popustil je šele potem, ko so njegovi nasprotniki postali nasilni. Pod Omarjem (vladal 717–720) ni igral nobene politične ali vojaške vloge. V Omarjevi biografiji iz 10. stoletja je omenjeno le to, da se je kalifu pisno pritožil na ravnanje z njim in njegovimi brati pod kalifovo vladavino. Hišam ni imel nobenih pomembnih položajev niti pod svojim bratom, kalifom Jazidom II. (vladal 720–724).

## Kalif

### Pristop
Jazid II. je po nasvetu svojega brata, uglednega generala Maslame ibn Abd al-Malika, za svojega naslednika imenoval svojega brata Hišama  in ne svojega sina al-Valida II., ki je bil prvi na seznamu kandidatov. Jazid II. je umrl januarja 724. Hišam je za svoje imenovanje izvedel na svojem posestvu v Siriji, ko mu je  glasnik izročil kalifski prstan in žezlo.  Po prihodu v Damask je bil javno razglašen za kalifa.

### Vladanje
Hišam je nasledil kalifat z več različnimi težavami, ki jih je učinkovito reševal in uspel ohraniti državo kot celoto. Njegova dolga vladavina je bila učinkovita in nadaljevanje reform, ki jih je začel Omar ibn Abd al-Aziz. 
Tako kot al-Valid I. je bil tudi Hišam velik pokrovitelj umetnosti. Spodbujal je izobraževanje, zgradil več šol in, kar je morda najpomembnejše, organiziral prevajanje številnih literarnih in znanstvenih mojstrovin v arabščino. Vrnil se je k strogi razlagi šeriata in jo vsilil celo svoji družini. Njegova sposobnost, da se zoperstavi omajadskemu klanu, je bila morda pomemben dejavnik za njegov uspeh in morda kaže, zakaj je bil njegov brat Jazid neučinkovit. 
Po izročilu je Hišam ukazal učenjaku hadisa Ibn Šihabu al-Zuhriju (umrl 742), naj zapiše hadis, ki se ga je naučil na pamet. 

### Vojaške dejavnosti
Na frontah je njegov imperij doživel vrsto neuspehov, zlasti v bitki pri Ardabilu na Kavkazu proti Hazarom  in v Transoksaniji proti Turgešu. Zatiranje upora v Sindu je bilo bolj uspešno in se končalo z ubojem hindujskega vladarja Džaj Singa. Zmaga je Omajadom omogočila ponovno uveljaviti svojo oblast v nekaterih delih svojih provinc v Indiji. Nekaj pohodov proti indijskim kraljestvom so vodili arabski guvernerji Sinda, vendar niso bili uspešni. 
Pod Hišamom so se nadaljevali redni napadi na Bizantinsko cesarstvo. Eden rednih poveljnikov arabskih sil je bil nepogrešljivi Hišamov polbrat Maslama, ki se je vojskoval z Bizantinci v letih 725 in 726 in naslednje leto zavzel Cezarejo Mazaco. Boril se je tudi s Hazari na Kavkazu. Leta 728 se je mesec dni bojeval proti tamkajšnjemu kaganu in ga premagal. Hišamov sin Muavija je bil še en arabski poveljnik v skoraj vsakoletnih napadih na Bizantinsko cesarstvo. Leta 728 je zavzel bizantinsko trdnjavo Samalu v Kilikiji in leta 731 je Harsianonsko temo v Kapadokiji. 
Muvija je napadel Bizantinsko cesarstvo v letih 731–732. Naslednje leto  je zavzel Akrun (Akroinos), medtem ko je Abdalah al-Batal ujel njegovega  bizantinskega poveljnika. Muavija je napadal cesarstvo tudi v letih v letih 734–737 in naslednje leto zavzel Sindiro (Sideroun). Leta 738–739 je zavzel del Kapadokije in napadel Avare. Teofan Spovednik navaja, da je del Arabcev uspešno napadel  Bizantince in se varno vrnil domov, drugi pa so bili v bitki pri Akroinonu močno poraženi. Zapisal je tudi, da so arabske napade olajšali spori med Konstantinom V. in uzurpatorjem Artabazdom v letih 741–742. Isti napad Arabcev omenja tudi al-Tabari.
V Severni Afriki so se haridžitski nauki in lokalni nemiri  sprožili velik upor Berberov. Leta 740 je velika berberska vojska obkolila Arabcem zvesto vojsko pri Vadi Šerifu in jo leta 741 uničila. Leta 742 se je Handala ibn Safvan prebil iz obleganega Kairouana, razbila in razkropila vojsko Berberov in ponovno vzpostavil oblast Omajadov. 
Hišam se je soočil tudi z uporom vojske Zejda ibn Alija in ga zaradi izdaje Kufanov, ki so sicer spodbujali k uporu, uspel zadušiti. 
Na Iberskem polotoku so se notranji konflikti preteklih let končali in Hišamov guverner Abd al-Rahman ibn Abdalah je zbral veliko vojsko in napadel Francijo. Oblegal je Bordeaux in prodrl do Loare, ki je bila skrajna meja arabskih osvajanj v zahodni Evropi. Prodor Arabcev je v bitki pri Toursu ustavil frankovski kralj Karel Martel. Enklava Fraxinetum je ostala v arabski posesti do 10. stoletja.

### Smrt in nasledstvo
Hišam je umrl 6. februarja 743. Pogrebne molitve je vodil njegov sin Maslama. Hišam je poskušal zagotoviti, da bi ga nasledil Maslama in ne Jazidov sin al-Valid II., vendar mu to ni uspelo, ker je imel al-Valid trdno podporo omajadskega plemstva in generalov. Po pristopu na prestol je ukazal svojemu bratrancu, poveljniku veteranu al-Abasu ibn al-Validu, naj aretira Hišamove sinove v Rusafi blizu Palmire in jim izrecno prepove ukvarjanje s politiko.

## Ocena
Sodobni zgodovinarji in zgodnja islamska tradicija na splošno menijo, da je bil Hišam uspešen vladar. Po menju zgodovinarja Francesca Gabrielija je bila Hišamova vladavina "za Arabce na splošno veličastna za Arabce in plodna, zlasti v razvoju islamske vere in kulture" in hkrati "pomenila zadnje obdobje razcveta in sijaja Omajadskega kalifata". Večina sodobnih zgodovinarjev meni, da je Hišam zaradi svoje treznosti, strogosti in delovne etike ohranil kalifat v dobrem stanju. Večino krivde za razpad Omajadske dinastije v nekaj letih po Hišamovi smrti zgodovinarji pripisujejo njegovemu nasledniku al-Validu II. in dolgotrajnim notranjim dejavnikom, ki jih Hišam ni mogel razrešiti. Zanimivo je mnenje zgodovinarja Hugha N. Kennedyja, ki pravi,  da "omajadska država nikoli ni bila tako močna, kot je bila pod Hišamom le desetletje pred dokončnim propadom" leta 750.
Drugi zgodovinarji menijo, da so propad Omajadske dinastije povzročili vojaški porazi med njegovo vladavino. Država je s težavo pokrivala velike izgube, nastale zaradi teh porazov. Državna zakladnica je bila odvisna od vojnega plena in ni imela učinkovitih vzvodov za pobiranje davkov  od svojih podanikov. Sledila je gospodarska kriza brez primere, ki je povzročila strogo varčevanje in znatno zmanjšanje porabe. To je  povzročilo široko nezadovoljstvo po vsem kalifatu in hkrati ni popravilo državnih financ. Ukrepi so oslabili tudi navdušenje provincialnih garnizij in povečali Hišamovo odvisnost od sirske vojske, temelja dinastije. Ker so se morale sirske čete bojevati proti zunanjim vdorom na mejah in zatirati večje notranje upore po celem kalifatu, so utrpele glavno breme vojaških porazov. Sirci v vojski so bili večinoma Jamani. Njihova razpršenost in velike izgube so porušile ravnovesje med sirskimi frakcijami, ki se je prevesilo v korist Kajsov/Mudarjev iz Džazire. Slednji so pod Marvanom II. postali glavna komponenta omajadske vojske,  zato je njihov poraz v vojnah z Abasidi iz Horasana  zaznamoval konec Omajadske dinastije.

## Družina
Hišamovi najljubši ženi sta bili  Um Hakim, hči Jahja ibn al-Hakama, brata Hišamovega starega očeta, kalifa Marvana I. (vladal 684–685),  in  Zajnab bint Abd al-Rahman, vnukinja sirskega generala al-Harita ibn Hišama iz Banu Mahzum. Um Hakim je bila, tako kot njena mati, znana po svoji lepoti in ljubezni do vina.  Hišamu je rodila pet sinov, vključno s Sulejmanom, Maslamo, Jazidom al-Afkamom  in Muavijo.
Hišam je bil tudi poročen tudi z Um Utman, hčerko Saida ibn Halida. Slednji je bil vnuk tretjega kalifa Osmana (vladal 644–656) in eden najbogatejših ljudi svojega časa. Um Utman je Hišamu rodila sina Saida. Med drugimi Hišamovimi sinovi so bili tudi Mohamed,  Abd Alah, Marvan, Abd al-Rahman in Kurajš. Imel je tudi hčerko Ajšo, ki ji je podelil posestvo v Ras Kajfi. 